# Insufficienza muscolare
L’insufficienza muscolare è l'incapacità di un muscolo multiarticolare di muoversi efficacemente in ognuna delle articolazioni da esso attraversate simultaneamente. L'insufficienza muscolare viene distinta in due sottocategorie, ovvero l’insufficienza attiva e l’insufficienza passiva.

## Insufficienza passiva
L’insufficienza passiva è un fenomeno caratterizzato dalla difficoltà di un muscolo biarticolare di essere allungato sufficientemente da permettere un range di movimento completo in entrambe le articolazioni simultaneamente. In altri termini, l’insufficienza passiva si verifica quando un muscolo biarticolare viene allungato eccessivamente, riducendo il range di movimento di una delle due articolazioni coinvolte. Un esempio di insufficienza passiva può essere notato nel muscolo gastrocnemio (flessore del ginocchio ed estensore della caviglia), che, se portato in stiramento estendendo il ginocchio, impone una riduzione della flessione dorsale della caviglia. Un altro esempio di insufficienza passiva può essere notato a carico del muscolo retto femorale durante l'estensione dell'anca a ginocchio flesso. La flessione del ginocchio allunga il retto femorale (estensore del ginocchio e flessore dell'anca), che in questa posizione riduce la libertà di movimento nella massima estensione dell'anca.

## Insufficienza attiva
L’insufficienza attiva si riferisce al fenomeno dove un muscolo biarticolare non può esercitare abbastanza tensione da contrarsi sufficientemente e permettere il compimento di un range di movimento completo in entrambe le articolazioni coinvolte allo stesso tempo. In altri termini, l’insufficienza attiva si riferisce alla condizione in cui un muscolo biarticolare è contratto in un'articolazione mentre l'azione muscolare viene iniziata dall'altra articolazione. A causa della debole forza contrattile quando l'origine e l'inserzione di un muscolo si avvicinano (precontrazione), il muscolo si trova nel suo minimo della curva tensione-lunghezza, e quindi la sua capacità di produrre forza è ridotta. Ad esempio, quando l'estensione dell'anca e la flessione del ginocchio avvengono simultaneamente, gli ischio-crurali non possono contrarsi a sufficienza per consentire la piena iperestensione dell'anca permettendo allo stesso tempo la piena flessione del ginocchio. Portando un altro esempio, la posizione di flessione dell'anca e di estensione del ginocchio crea un’insufficienza attiva del retto femorale.